# H.E.R.
H.E.R. (wymawiane her (pol. jej), akronim od słów  Have Everything Revealed), właśc. Gabriella Wilson (ur. 27 czerwca 1997 w Vallejo) – amerykańska piosenkarka i autorka piosenek.

## Życiorys
Urodziła się w Vallejo w Kalifornii, jej matka pochodzi z Filipin, a ojciec jest Afroamerykaninem. Dzieciństwo spędziła z rodziną w San Francisco Bay Area. Pierwsze występy na żywo dawała już w wieku 10 lat. W tym czasie wystąpiła między innymi w programie Today wykonując covery Alicii Keys. Mając 14 lat podpisała kontrakt płytowy z wytwórnią RCA i wydała, jeszcze pod własnym nazwiskiem, pierwszy singiel „Something to Prove”.
Dwa lata później, 9 września 2016 roku ukazał się debiutancki minialbum H.E.R. Volume 1 wydany pod nowym pseudonimem. Artystka starała się początkowo utrzymać swoją tożsamość w tajemnicy, jednak utwór „Jungle” z 2015 roku znalazł się również na EP i spowodował ujawnienie jej tożsamości. Dokonania artystki zostały zauważone przez magazyn Rolling Stone, który uwzględnił ją w podsumowaniu „10 artystów, których musisz znać” w marcu 2017 roku. Również Forbes nazwał ją jednym z 5 alternatywnych wykonawców R&B, na których warto zwrócić uwagę w 2017 roku.
16 czerwca 2017 roku ukazał się kolejny minialbum pt. H.E.R. Volume 2, który był promowany singlem „Say It Again”. W tym samym roku H.E.R. odbyła swoją pierwszą trasę koncertową Lights on Tour. 20 października został wydany debiutancki album artystki pt. H.E.R., będący kompilacją utworów z dwóch poprzednich EPek oraz sześcioma nowymi utworami. Album odniósł spory sukces w Ameryce uzyskując status platynowej płyty w Stanach Zjednoczonych oraz złotej w Kanadzie. Wilson zdobyła pod koniec roku pięć nominacji do Nagrody Grammy, zdobywając ostatecznie dwie statuetki za najlepszy album R&B oraz najlepszy występ R&B.
Na przełomie listopada oraz grudnia 2018 roku odbyła się druga trasa koncertowa artystki I Used to Know Her Tour, w ramach której wystąpiła na 21 koncertach w Stanach Zjednoczonych. Jej drugi album kompilacyjny I Used to Know Her został wydany 30 sierpnia 2019 roku. W tym samym roku piosenkarka wystąpiła jako jedna z głównych gwiazd podczas Global Citizen Festival oraz Rock in Rio.

## Dyskografia

### Albumy
- H.E.R. (2017)
- I Used to Know Her (2019)
- Back of my mind (2021)